# Mülheimer SV 07
Mülheimer SV 07 is een Duitse sportclub uit Mülheim an der Ruhr, Noordrijn-Westfalen.

## Geschiedenis
De club werd in 1907 opgericht als Broicher SpV, Broich is sinds 1904 een stadsdeel van Mülheim. In 1910 fuseerde de club met Viktoria Speldorf tot Broich-Speldorfer SpV 07. Na nog meer fusies met Preußen Broich, Vorwärts Broich, Rheinland Speldorf, Preußen Speldorf en SV Speldorf werd de huidige naam aangenomen.
In 1912/13 speelde de club in de hoogste klasse van de Noordrijncompetitie. Na dit seizoen verhuisde de club naar de Ruhrcompetitie en na de Eerste Wereldoorlog naar de Nederrijncompetitie. In 1932 werd de club kampioen in de tweede klasse maar doordat de hoogste klasse herleid werd van 24 naar 20 clubs was er dat jaar geen promotie mogelijk. Het volgende seizoen eindigde de club in de middenmoot en hierna werd de Gauliga als nieuwe hoogste klasse ingevoerd. De concurrentie werd zwaarder en de club zakte weg in de anonimiteit.